# Campeonato de Primera A 2006 (ACF)
La temporada 2006 de la Primera A fue la octogésima séptima (87a) edición de la primera categoría de la Asociación Cruceña de Fútbol. Se dividió en tres etapas: la primera, que es una etapa de clasificación, una liguilla final y una liguilla de descenso. El campeón fue Universidad.

## Sistema de competición
El torneo de la Primera A, está conformado en dos partes:
- Fase de calificación: La conforman dos ruedas en 11 jornadas cada una.
- Liguilla final: La conforman los 6 mejores equipos de la fase de clasificación (los ganadores de la primera y segunda rueda y cuatro mejores ubicados; en caso de ser un solo ganador de las dos ruedas, este más los cinco mejores ubicados en la tabla final).
- Liguilla de descenso: La conforman los 5 últimos ubicados (a excepción del equipo que descendió) de la fase de clasificación y 4 peores equipos de la liguilla final. El sistema de clasificación tiene como base a la tabla acumulada de la fase de clasificación.

### Fase de clasificación
En el sistema de clasificación se observa el sistema de puntos. La ubicación en la tabla general está sujeta a lo siguiente:
- Por juego ganado se obtendrán tres puntos.
- Por juego empatado se obtendrá un punto.
- Por juego perdido no se otorgan puntos.

En esta fase participan los 12 clubes de jugando en cada torneo todos contra todos durante las 22 jornadas, partidos por ida y vuelta en dos ruedas.

## Equipos participantes
| Club                    | Ciudad                  | Estadio                         | Capacidad | Fundación               | 2005 |
| ----------------------- | ----------------------- | ------------------------------- | --------- | ----------------------- | ---- |
| 25 de Junio             | Santa Cruz de la Sierra | -                               | -         | 25 de junio de 1960     | ¿?   |
| 26 de Abril             | Santa Cruz de la Sierra | -                               | -         | ¿?                      | ¿?   |
| Calleja                 | Santa Cruz de la Sierra | -                               | -         | 1966                    | 5°   |
| Cooper                  | Santa Cruz de la Sierra | -                               | -         | 12 de julio de 1980     | 6°   |
| Estudiantes del Oriente | Santa Cruz de la Sierra | -                               | -         | ¿?                      | ¿?   |
| Ferroviario             | Santa Cruz de la Sierra | -                               | -         | 16 de junio de 1968     | ¿?   |
| Guabirá                 | Montero                 | Estadio Gilberto Parada         | 18.000    | 14 de abril de 1962     | 1°   |
| Oriente Petrolero B     | Santa Cruz de la Sierra | Estadio Ramón Tahuichi Aguilera | 38.500    | 5 de noviembre de 1955  | ¿?   |
| Real Santa Cruz         | Santa Cruz de la Sierra | Estadio Juan Carlos Durán       | 25.000    | 3 de mayo de 1962       | 3°   |
| Sebastián Pagador       | Santa Cruz de la Sierra | -                               | -         | 21 de noviembre de 1972 | ¿?   |
| Sport Boys Warnes       | Warnes                  | Estadio Samuel Vaca Jiménez     | 9.000     | 17 de agosto de 1954    | 4°   |
| Universidad             | Santa Cruz de la Sierra | -                               | -         | 24 de abril de 1954     | 2°   |

## Primera Etapa o Fase de Clasificación

### Primera Rueda
| Pos. | Equipo                  | Pts. | PJ | PG | PE | PP | GF | GC | Dif. |
| ---- | ----------------------- | ---- | -- | -- | -- | -- | -- | -- | ---- |
| 01.º | Universidad             | 28   | 11 | 9  | 1  | 1  | 26 | 5  | 21   |
| 02.º | Real Santa Cruz         | 26   | 11 | 8  | 2  | 1  | 34 | 17 | 17   |
| 03.º | Oriente Petrolero B     | 23   | 11 | 7  | 2  | 2  | 25 | 11 | 14   |
| 04.º | Guabirá                 | 21   | 11 | 6  | 3  | 2  | 23 | 11 | 12   |
| 05.º | Ferroviario             | 14   | 11 | 4  | 2  | 5  | 17 | 17 | 0    |
| 06.º | Sebastián Pagador       | 14   | 11 | 4  | 2  | 5  | 18 | 21 | −3   |
| 07.º | 25 de Junio             | 14   | 11 | 4  | 2  | 5  | 15 | 19 | −4   |
| 08.º | Sport Boys Warnes       | 13   | 11 | 3  | 4  | 4  | 15 | 17 | −2   |
| 09.º | Calleja                 | 12   | 11 | 3  | 3  | 5  | 18 | 22 | −4   |
| 10.º | 26 de Abril             | 9    | 11 | 2  | 3  | 6  | 12 | 25 | −13  |
| 11.º | Cooper                  | 6    | 11 | 2  | 0  | 9  | 9  | 25 | −16  |
| 12.º | Estudiantes del Oriente | 6    | 11 | 2  | 0  | 9  | 6  | 28 | −22  |

|  |                                                                                     |
|  | Ganador de la 1° Rueda, clasificado a la Liguilla Final (2 puntos de bonificación). |

#### Resultados
Los horarios son correspondientes al horario de Bolivia (UTC-4).

### Segunda Rueda
| Pos. | Equipo                  | Pts. | PJ | PG | PE | PP | GF | GC | Dif. |
| ---- | ----------------------- | ---- | -- | -- | -- | -- | -- | -- | ---- |
| 01.º | Universidad             | 27   | 11 | 8  | 3  | 0  | 20 | 4  | 16   |
| 02.º | Oriente Petrolero B     | 26   | 11 | 8  | 2  | 1  | 31 | 10 | 21   |
| 03.º | Sport Boys Warnes       | 26   | 11 | 8  | 2  | 1  | 28 | 12 | 16   |
| 04.º | Real Santa Cruz         | 23   | 11 | 7  | 2  | 2  | 26 | 13 | 13   |
| 05.º | Guabirá                 | 22   | 11 | 7  | 1  | 3  | 24 | 11 | 13   |
| 06.º | Ferroviario             | 14   | 11 | 4  | 2  | 5  | 16 | 19 | −3   |
| 07.º | Calleja                 | 13   | 11 | 4  | 1  | 6  | 17 | 19 | −2   |
| 08.º | Estudiantes del Oriente | 12   | 11 | 4  | 0  | 7  | 18 | 24 | −6   |
| 09.º | 25 de Junio             | 8    | 11 | 2  | 2  | 7  | 14 | 25 | −11  |
| 10.º | Sebastián Pagador       | 7    | 11 | 2  | 1  | 8  | 18 | 35 | −17  |
| 11.º | 26 de Abril             | 7    | 11 | 2  | 1  | 8  | 7  | 26 | −19  |
| 12.º | Cooper                  | 4    | 11 | 1  | 1  | 9  | 9  | 30 | −21  |

|  |                                                                                     |
|  | Ganador de la 2° Rueda, clasificado a la Liguilla Final (2 puntos de bonificación). |

#### Resultados
Los horarios son correspondientes al horario de Bolivia (UTC-4).

### Tabla acumulada
| Pos. | Equipo                  | Pts. | PJ | PG | PE | PP | GF | GC | Dif. |
| ---- | ----------------------- | ---- | -- | -- | -- | -- | -- | -- | ---- |
| 01.º | Universidad             | 55   | 22 | 17 | 4  | 1  | 46 | 9  | 37   |
| 02.º | Oriente Petrolero B     | 49   | 22 | 15 | 4  | 3  | 56 | 21 | 35   |
| 03.º | Real Santa Cruz         | 49   | 22 | 15 | 4  | 3  | 60 | 30 | 30   |
| 04.º | Guabirá                 | 43   | 22 | 13 | 4  | 5  | 47 | 22 | 25   |
| 05.º | Sport Boys Warnes       | 39   | 22 | 11 | 6  | 5  | 43 | 29 | 14   |
| 06.º | Ferroviario             | 28   | 22 | 8  | 4  | 10 | 33 | 36 | −3   |
| 07.º | Calleja                 | 25   | 22 | 7  | 4  | 11 | 35 | 41 | −6   |
| 08.º | 25 de Junio             | 22   | 22 | 6  | 4  | 12 | 29 | 44 | −15  |
| 09.º | Sebastián Pagador       | 21   | 22 | 6  | 3  | 13 | 36 | 56 | −20  |
| 10.º | Estudiantes del Oriente | 18   | 22 | 6  | 0  | 16 | 24 | 52 | −28  |
| 11.º | 26 de Abril             | 16   | 22 | 4  | 4  | 14 | 19 | 51 | −32  |
| 12.º | Cooper                  | 10   | 22 | 3  | 1  | 18 | 18 | 55 | −37  |

|  |                                                                                                   |
|  | Ganador de las 1° Rueda y 2° Rueda, clasificado a la Liguilla Final (2+2 puntos de bonificación). |
|  | Clasificados a la Liguilla Final.                                                                 |
|  | Liguilla de descenso.                                                                             |
|  | Desciende a Primera B.                                                                            |

## Liguilla Final
| Pos | Equipo              | Pts | J | G | E | P | Gf | Gc | Dif |
| --- | ------------------- | --- | - | - | - | - | -- | -- | --- |
| 01º | Universidad         | 13  | 5 | 3 | 0 | 2 | 5  | 7  | -2  |
| 02º | Real Santa Cruz     | 12  | 5 | 4 | 0 | 1 | 17 | 4  | 13  |
| 03º | Guabirá             | 12  | 5 | 4 | 0 | 1 | 7  | 1  | 6   |
| 04º | Oriente Petrolero B | 6   | 5 | 2 | 0 | 3 | 11 | 10 | 1   |
| 05º | Ferroviario         | 3   | 5 | 1 | 0 | 4 | 3  | 11 | -8  |
| 06º | Sport Boys Warnes   | 3   | 5 | 1 | 0 | 4 | 4  | 14 | -10 |

|  |                                                 |
|  | Campeón. Clasificado a Copa Simón Bolívar 2007- |
|  | Clasificado a Copa Simón Bolívar 2007.          |
|  | Liguilla de descenso.                           |

### Resultados
Los horarios son correspondientes al horario de Bolivia (UTC-4).

## Liguilla de descenso
| Pos. | Equipo                  | Pts. | PJ | PG | PE | PP | GF | GC | Dif. |
| ---- | ----------------------- | ---- | -- | -- | -- | -- | -- | -- | ---- |
| 01.º | Real Santa Cruz         | 65   | 30 | 20 | 5  | 5  | 30 | 44 | −14  |
| 02.º | Oriente Petrolero B     | 61   | 30 | 18 | 7  | 5  | 40 | 35 | 5    |
| 03.º | Sport Boys Warnes       | 54   | 30 | 15 | 9  | 6  | 33 | 45 | −12  |
| 04.º | 25 de Junio             | 39   | 30 | 11 | 6  | 13 | 19 | 53 | −34  |
| 05.º | Calleja                 | 37   | 30 | 11 | 4  | 15 | 24 | 60 | −36  |
| 06.º | Ferroviario             | 34   | 30 | 9  | 7  | 14 | 15 | 52 | −37  |
| 07.º | Sebastián Pagador       | 31   | 30 | 9  | 4  | 17 | 25 | 76 | −51  |
| 08.º | Estudiantes del Oriente | 26   | 30 | 8  | 2  | 20 | 25 | 68 | −43  |
| 09.º | 26 de Abril             | 20   | 30 | 5  | 5  | 20 | 13 | 73 | −60  |

|  |                        |
|  | Desciende a Primera B. |

## Goleadores
| Jugador             | Equipo            | Goles |
| ------------------- | ----------------- | ----- |
| Juan Javier Mendoza | Sport Boys Warnes | 16    |